# Amélanchier à feuilles d'aulne
Amelanchier alnifolia
Espèce
Répartition géographique
L'Amélanchier à feuilles d'aulne ou Aronie fleuri (Amelanchier alnifolia) est une espèce de plantes à fleurs de la famille des Rosaceae. C'est un arbrisseau originaire d'Amérique du Nord.

## Description

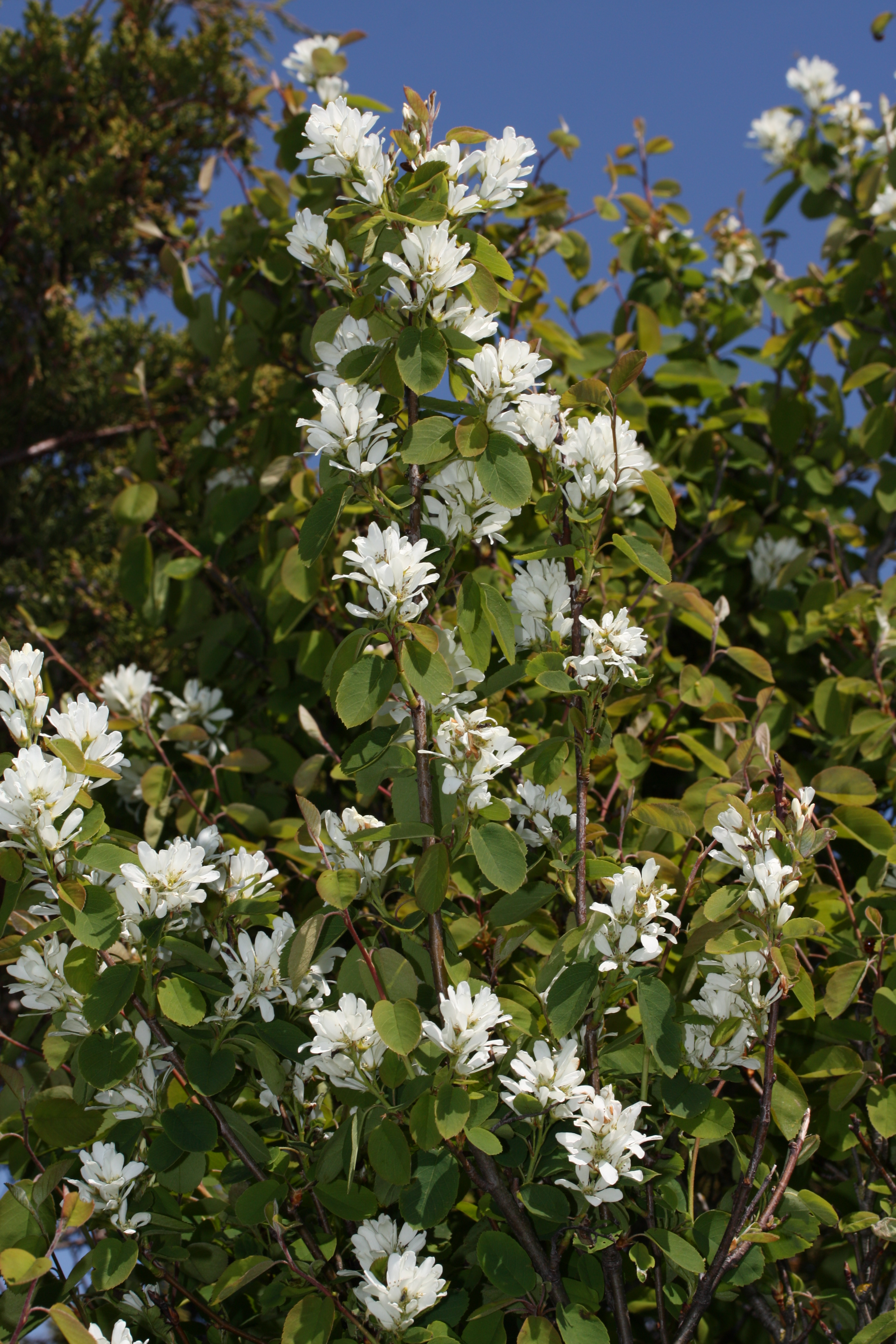
Amélanchier à feuilles d'aulne en fleur.

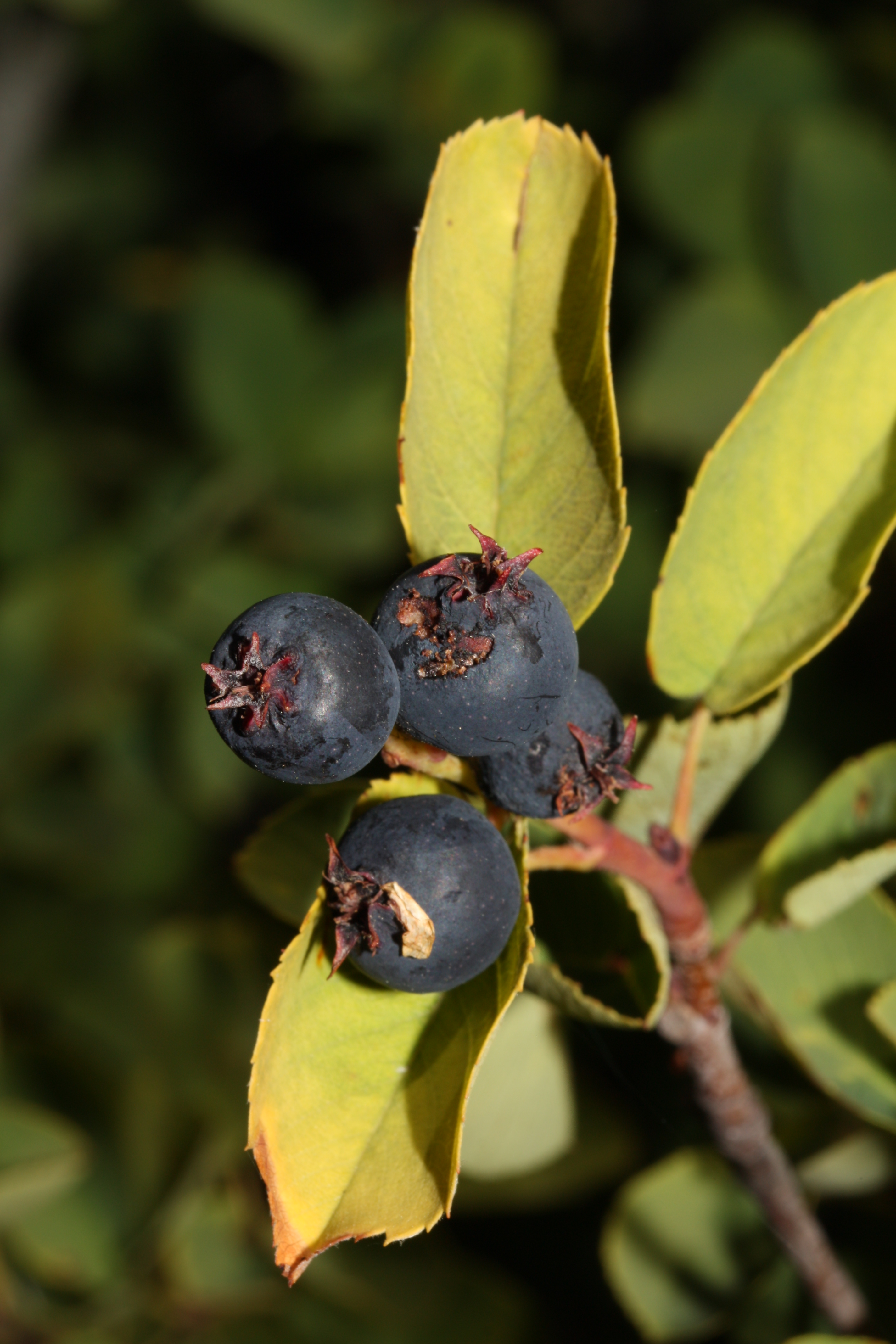
Détail des fruits.

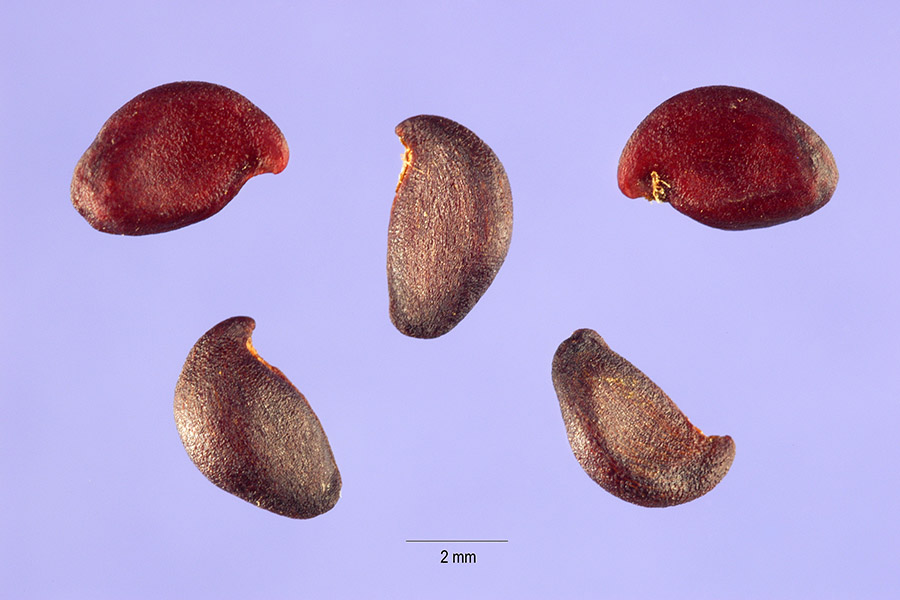
Graines d’Amélanchier à feuilles d'aulne.

### Appareil végétatif
L'amélanchier à feuilles d'aulne est un grand arbrisseau à croissance lente mesurant jusqu'à 4 mètres de hauteur. L'écorce est grise à brune, parfois teintée de rouge. Elle est lisse lorsqu'elle est jeune et devient plus rugueuse avec l'âge. Les rameaux, de couleur brun rougeâtre à brun grisâtre, présentent au printemps de fins poils blancs qui ont tendance à tomber par la suite.
Les feuilles, caduques, ont une disposition alterne, sont simples et ressemblent à celle de l'aulne glutineux. Elles mesurent de 2 à 5 cm de longueur. Leur forme est ovale à ronde, avec une base arrondie ou un peu en forme de cœur. La nervure principale peut présenter un fin duvet sur la face inférieure de la feuille et les 8 à 13 paires de nervures secondaires sont droites et bien visibles. Les bordures sont dentelées, davantage vers l'extrémité que vers le pétiole, avec jusqu'à deux dents par nervure, légèrement inclinées vers le centre de la feuille. Le pétiole mesure de 8 à 18 mm de longueur.
Les bourgeons, de couleur brun rougeâtre, mesurent de 2 à 8 mm de long et sont recouverts de 5 écailles en moyenne. Les bourgeons axillaires, semblables d'aspect aux bourgeons terminaux, sont étroitement accolés au rameau qui les porte.

### Appareil reproducteur
Ses fleurs blanches poussent en grappes courtes et denses au printemps, à l'extrémité de jeunes rameaux feuillés, portées par un pédoncule finement velu. Elles apparaissent avant que les feuilles ne soient complètement formées et supportent bien les gelées. Les pétales blancs, au nombre de cinq comme chez toutes les Rosaceae, mesurent de 6 à 10 mm de long. La pollinisation est assurée par les insectes (entomogamie).
Les fruits sont des piridions qui ressemblent à des baies, de forme globuleuse et de couleur bleu foncé à noir à maturité. Ils sont comestibles, sucrés et juteux et ont un goût à mi-chemin entre la myrtille et la pomme. Ils sont mûrs en juin (d'où leur nom anglais de "juneberries") et mesurent alors environ un centimètre de diamètre.
Chaque baie contient de 5 à 10 graines brunes. Leur germination demande des conditions climatiques préalables fraîches et humides (stratification).

## Répartition et habitat
Cette espèce est originaire d'Amérique du Nord. Elle peut pousser aussi bien sur des zones exposées rocailleuses que le long de cours d’eau ou à l’orée d'une forêt. Elle a tendance à former des bosquets.

## Taxinomie et systématique
Cette espèce a été scientifiquement décrite pour la première fois en 1818, sous le nom Aronia alnifolia par le botaniste et zoologiste d'origine britannique Thomas Nuttall dans The Genera of North American Plants. En 1847, le même Thomas Nuttall transfère l'espèce dans le genre amelanchier, dans l'ouvrage Familiarum Naturalium Regni Vegetabilis Monographicae de Max Joseph Roemer. D'autres auteurs ont proposé de rattacher ce taxon à d'autres espèces, tels John Torrey et Asa Gray qui, en 1940, proposent le nom Amelanchier canadensis var. alnifolia dans A Flora of North America, ou Pierre Landry qui propose en 1975 Amelanchier sanguinea var. alnifolia dans le bulletin de la Société Botanique de France; ces deux propositions n'ont pas été retenues.
Son nom d'espèce, alnifolia, vient des mots latins alnus, l'aulne, et folius, la feuille, et souligne la ressemblance des feuilles de cet amélanchier avec celles d’un aulne.

## Amélanchier à feuilles d'aulne et l'homme

### Utilisations alimentaires
Les fruits étaient très appréciés des peuples autochtones d'Amérique du Nord, qui les nommaient Saskatoon (mot provenant de la langue cri : sâskwatôn). Les fruits sont consommés frais, par exemple pour agrémenter une salade de fruits, garnir une pâtisserie, ou condimenter une sauce pour le gibier. Ils peuvent aussi être séchés, ou cuits en gelées et confiture, ou encore utilisés pour en faire une liqueur ou parfumer du vin ou de la bière.

### Culture
L'amélanchier à feuilles d'aulne est très rustique (zone USDA 2). Il préfère les emplacements bien drainés, s'accommode de terres peu fertiles et supporte bien les étés chauds et secs.
L'espèce se reproduit facilement par semis et commence à fructifier entre 2 et 4 ans[réf. nécessaire]. On peut également le  bouturer au milieu du printemps en prélevant des pousses herbacées de l'année de moins de 10 cm de long[réf. nécessaire].
Un arbuste adulte ne produit qu'entre 3 et 8 kg de fruits selon la qualité du sol[réf. nécessaire]. De plus, les fruits se conservent mal ; par contre ils se congèlent très bien.
Comme beaucoup de Rosaceae, l'espèce est sensible au feu bactérien[réf. nécessaire].
Il existe de nombreuses variétés de cette espèce, notamment :
- variétés naturelles[8] :
  - Amelanchier alnifolia var. alnifolia
  - Amelanchier alnifolia var. pumila
  - Amelanchier alnifolia var. semiintegrifolia
- variétés horticoles :

- - 'Altaglow' : Fruit le plus sucré. Arbuste pyramidal de 4,5 m de haut.
  - 'Beaverlodge' : Gros fruits juteux à excellente saveur.
  - 'Forestburg' : Fruits de 12 mm de diamètre, faiblement aromatisés.
  - 'Gypsy' : Fruit gros, juteux et excellent.
  - 'Honeywood' : Arbrisseau de 2 m de haut. Gros fruits violet foncé, excellent arôme, production abondante en amas, production précoce.
  - 'Moonlake' : Fruit gros, mais peu productif.
  - 'Northline' : Gros fruit sucré, bonne qualité, 1.5 mètre de haut.
  - 'Pembina' : Forme légèrement disséminée de 3 mètres de haut. Gros fruit sucré, parfumé, variété productive.
  - 'Regent' : Demi-nain 1,20 à 2 m de haut. Sélectionné pour son aspect ornemental et sa fructification. Produit en abondance des fruits excellents.
  - 'Shannon' et 'Indian' : Nouveaux cultivars très productifs à gros fruits.
  - 'Smokey' et 'Pembina'  : Recommandés pour la production, la qualité est bonne et le calibre moyen (1,5 cm de diamètre).
  - 'Success': Fruits de 12 mm de diamètre.
  - 'Thiessen' : Arbuste de 5 mètres de haut très productif, fruits de 12 mm de diamètre, similaire à 'Honeywood'.
  - 'Timm' : Fruits très sucrés et très parfumés, calibre moyen, production précoce à partir de la 2e année.

### Autres usages
Bien qu'ayant une croissance lente, cette espèce peut être utilisée comme haie. Ce sont les cultivars à fort drageonnement qui se prêtent le mieux à cet usage.

## Nutriments
| Nutriments dans les baies d'amélanchier crues |                            |                            |
| Nutriments                                    | Valeur nutritive par 100 g | % de la valeur quotidienne |
| Énergie                                       | 85 kcal                    |                            |
| Fibres alimentaires, total                    | 5,9 g                      | 20 %                       |
| Sucres, total                                 | 11,4 g                     | 8 %                        |
| Calcium                                       | 42 mg                      | 4 %                        |
| Magnésium                                     | 24 mg                      | 6 %                        |
| Fer                                           | 1 mg                       | 12 %                       |
| Manganèse                                     | 1,4 mg                     | 70 %                       |
| Potassium                                     | 162 mg                     | 3 %                        |
| Sodium                                        | 0,5 mg                     | 0 %                        |
| Vitamine C                                    | 3,6 mg                     | 4 %                        |
| Vitamine A                                    | 11 IU                      | 1 %                        |
| Vitamine E                                    | 1,1 mg                     | 7 %                        |
| Vitamine B9                                   | 4,6 µg                     | 1 %                        |
| Riboflavine                                   | 3,5 mg                     | > 100 %                    |
| Vitamine B5                                   | 0,3 mg                     | 6 %                        |
| Pyridoxine                                    | 0,03 mg                    | 2 %                        |
| Biotine                                       | 20 µg                      | 67 %                       |